# Еквівалентність категорій
Еквівалентність категорій у теорії категорій — відношення між категоріями, яке показує, що дві категорії «по суті однакові». Встановлення еквівалентності свідчить про глибокий зв'язок відповідних математичних концепцій та дозволяє «переносити» теореми з одних структур на інші.

## Визначення
Для двох категорійC і D задана їх еквівалентність, якщо задано функтор F : C → D, функтор G : D → C, і два природних ізоморфізми ε: FG→ID та η : IC→GF. Тут IC: C→C та ID: D→D — тотожні функтори C і D відповідно. Якщо F та G — контраваріантні функтори, це визначає двоїстість категорій.

### Еквівалентні формулювання
Можна показати, що функтор F : C → D визначає еквівалентність категорій тоді й лише тоді, коли він:
- цілком унівалентний і
- щільний, тобто в класі ізоморфізму будь-якого елемента d категорії D існує об'єкт, що має прообраз у C під дією F.

Це найчастіше застосовуваний критерій, оскільки він не вимагає явно сконструювати «обернений» функтор і два природних перетворення. З іншого боку, хоча наведена вище властивість гарантує існування еквівалентності, частина даних втрачається, оскільки іноді еквівалентність можна провести різними способами. Тому функтор F із такими властивостями іноді називають слабкою еквівалентністю категорій.
Ще одне формулювання використовує поняття спряжених функторів: F та G задають еквівалентність категорій тоді й лише тоді, коли вони обидва цілком унівалентні і є спряженими.

## Приклади
- Між категорією {\displaystyle C} з одного об'єкта {\displaystyle c} та одного морфізму {\displaystyle 1_{c}} та категорією {\displaystyle D} із двох об'єктів {\displaystyle d_{1}}, {\displaystyle d_{2}} і чотирьох морфізмів: двох тотожних {\displaystyle 1_{d_{1}}} і {\displaystyle 1_{d_{2}}}, та двох ізоморфізмів {\displaystyle \alpha \colon d_{1}\to d_{2}} і {\displaystyle \beta \colon d_{2}\to d_{1}}, можна встановити еквівалентність, наприклад взяти {\displaystyle F}, що відображає {\displaystyle c} в {\displaystyle d_{1}}, і {\displaystyle G}, що відображає обидва об'єкти {\displaystyle D} в {\displaystyle c}. Однак, наприклад, категорія {\displaystyle C} не еквівалентна категорії з двох об'єктів та двох тотожних морфізмів.
- Нехай категорія {\displaystyle C} складається з одного об'єкта {\displaystyle c} і двох морфізмів {\displaystyle 1_{c},f\colon c\to c}, де {\displaystyle f\circ f=1}. Тоді {\displaystyle f} задає природний ізоморфізм {\displaystyle \mathbf {I} _{C}} із собою (нетривіальний, тому що він діє на морфізмах не тотожно).
- Еквівалентна категорія {\displaystyle C} скінченновимірних дійсних векторних просторів та категорія {\displaystyle D=\mathrm {Mat} (\mathbb {R} )} (об'єкти — натуральні числа, морфізми — матриці відповідної розмірності): функтор {\displaystyle F\colon C\to D} зіставляє векторному простору його розмірність (що відповідає вибору в кожному просторі базису).
- Одна з центральних тем алгебричної геометрії — двоїстість категорій афінних схем і комутативних кілець. Відповідний функтор відображає кільце в його спектр — схему, утворену простими ідеалами.

## Властивості
За еквівалентності категорій зберігаються всі «категорійні» властивості: наприклад, властивість бути початковим об'єктом, мономорфізмом, границею або властивість категорії бути топосом.
- об'єкт c з C є початковим об'єктом (або термінальним об'єктом, або нульовим об'єктом), тоді й лише тоді, коли Fc є початковим об'єктом (або термінальним об'єктом, або нульовим об'єктом) у D;
- морфізм α в C є мономорфізмом (або епіморфізмом, або ізоморфізмом), тоді й лише тоді, коли Fα є мономорфізмом (або епіморфізмом, або ізоморфізмом) в D;
- функтор H : I → C має границю (або кограницю) l тоді й лише тоді, коли функтор FH : I → D має границю (або кограницю) Fl . Це, зокрема, можна застосувати до вирівнювачів[en], добутків і кодобутків серед іншого. Застосовуючи до ядер і коядер, бачимо, що еквівалентність F є точним функтором.
- C є декартовою замкнутою категорією (або топосом) тоді й лише тоді, коли D є декартово замкнутою (або топосом).

Двоїстість «перевертає всі поняття»: вони перетворюють початкові об'єкти на термінальні об'єкти, мономорфізми на епіморфізми, ядра на коядра, границі на кограниці тощо.
Якщо F : C → D — еквівалентність категорій, а G1 і G2 — дві інверсії F, то G1 і G2 природно ізоморфні.
Якщо F : C → D — еквівалентність категорій, і якщо C — преадитивна категорія (або адитивна категорія, або абелева категорія), то D можна перетворити на преадитивну категорію (або адитивну категорію, або абелеву категорію) так, що F стає адитивним функтором. З іншого боку, будь-яка еквівалентність між адитивними категоріями обов'язково є адитивною. (Зверніть увагу, що останнє твердження хибне для еквівалентності між преадитивними категоріями.)
Автоеквівалентність категорії C є еквівалентністю F : C → C. Автоеквівалентності C утворюють групу за композицією, якщо ми вважаємо дві автоеквівалентності, які природно ізоморфні, ідентичними. Ця група фіксує основні «симетрії» C. (Застереження: якщо C не є малою категорією, то автоеквівалентності C можуть утворювати належний клас, а не множину.)